# Vickey Dixon
Vickey Dixon, född den 5 augusti 1959 i Ormskirk, Storbritannien, är en brittisk landhockeyspelare.
Hon tog OS-brons i damernas landhockeyturnering i samband med de olympiska landhockeytävlingarna 1992 i Barcelona.